# Leichtathletik-Weltmeisterschaften 2015/Teilnehmer (Estland)
| Gelbes Symbol für Goldmedaillen mit stilisierten Olympischen Ringen | Graues Symbol für Silbermedaillen mit stilisierten Olympischen Ringen | Braundes Symbol für Bronzemedaillen mit stilisierten Olympischen Ringen |
| ------------------------------------------------------------------- | --------------------------------------------------------------------- | ----------------------------------------------------------------------- |
| —                                                                   | —                                                                     | —                                                                       |

Der Leichtathletikverband Estlands nominierte 15 Athleten für die Leichtathletik-Weltmeisterschaften 2015 in der chinesischen Hauptstadt Peking.

## Ergebnisse

### Männer

#### Laufdisziplinen
| Athlet              | Disziplin        | Vorlauf     | Vorlauf | Halbfinale         | Halbfinale         | Finale             | Finale             |
| Athlet              | Disziplin        | Zeit        | Platz   | Zeit               | Platz              | Zeit               | Platz              |
| ------------------- | ---------------- | ----------- | ------- | ------------------ | ------------------ | ------------------ | ------------------ |
| Roman Fosti         | Marathon         |             |         |                    |                    | 2:20:35 h          | 20                 |
| Kaur Kivistik       | 3000 m Hindernis | 8:56,36 min | 34      |                    |                    | nicht qualifiziert | nicht qualifiziert |
| Jaak-Heinrich Jagor | 400 m Hürden     | 50,29 s     | 36      | nicht qualifiziert | nicht qualifiziert | nicht qualifiziert | nicht qualifiziert |
| Rasmus Mägi         | 400 m Hürden     | 49,18 s     | 17      | 48,76 s            | 13                 | nicht qualifiziert | nicht qualifiziert |

#### Sprung/Wurf
| Athlet        | Disziplin  | Qualifikation | Qualifikation | Finale             | Finale             |
| Athlet        | Disziplin  | Weite/Höhe    | Platz         | Weite/Höhe         | Platz              |
| ------------- | ---------- | ------------- | ------------- | ------------------ | ------------------ |
| Gerd Kanter   | Diskuswurf | 64,78 m       | 3             | 64,82 m            | 4                  |
| Martin Kupper | Diskuswurf | 61,59 m       | 16            | nicht qualifiziert | nicht qualifiziert |
| Magnus Kirt   | Speerwurf  | 78,84 m       | 22            | nicht qualifiziert | nicht qualifiziert |
| Tanel Laanmäe | Speerwurf  | 80,65 m       | 13            | nicht qualifiziert | nicht qualifiziert |
| Risto Mätas   | Speerwurf  | 81,56 m       | 11            | 76,79 m            | 12                 |

#### Zehnkampf
| Athlet        | Disziplin | 100 m   | Weit- sprung | Kugel- stoßen | Hoch- sprung | 400 m   | 110 m Hürden | Diskus- wurf | Stabhoch- sprung | Speer- wurf | 1500 m      | Punkte | Platz |
| ------------- | --------- | ------- | ------------ | ------------- | ------------ | ------- | ------------ | ------------ | ---------------- | ----------- | ----------- | ------ | ----- |
| Janek Õiglane | Ergebnis  | 11,51 s | 6,78 m       | 14,43 m       | 1,92 m       | 50,95 s | 15,33 s      | 40,94 m      | 4,60 m           | 68,51 m     | 4:43,06 min | 7581   | 19    |
| Janek Õiglane | Punkte    | 750     | 762          | 755           | 731          | 771     | 810          | 684          | 790              | 867         | 661         | 7581   | 19    |
| Maicel Uibo   | Ergebnis  | 11,25 s | 7,13 m       | 14,45 m       | 2,13 m       | 50,24 s | 15,01 s      | 43,69 m      | 5,10 m           | 64,51 m     | 4:25,53 min | 8245   | 10    |
| Maicel Uibo   | Punkte    | 806     | 845          | 756           | 925          | 804     | 848          | 740          | 941              | 806         | 774         | 8245   | 10    |

### Frauen

#### Laufdisziplinen
| Athletin   | Disziplin | Vorlauf | Vorlauf | Halbfinale | Halbfinale | Finale    | Finale |
| Athletin   | Disziplin | Zeit    | Platz   | Zeit       | Platz      | Zeit      | Platz  |
| ---------- | --------- | ------- | ------- | ---------- | ---------- | --------- | ------ |
| Liina Luik | Marathon  |         |         |            |            | 2:39:42 h | 27     |
| Lily Luik  | Marathon  |         |         |            |            | 2:45:22 h | 38     |

#### Sprung/Wurf
| Athletin     | Disziplin  | Qualifikation | Qualifikation | Finale             | Finale             |
| Athletin     | Disziplin  | Weite/Höhe    | Platz         | Weite/Höhe         | Platz              |
| ------------ | ---------- | ------------- | ------------- | ------------------ | ------------------ |
| Eleriin Haas | Hochsprung | 1,85 m        | 25            | nicht qualifiziert | nicht qualifiziert |

#### Siebenkampf
| Athletin     | Disziplin | 100 m Hürden | Hochsprung | Kugelstoßen | 200 m   | Weitsprung | Speerwurf | 800 m       | Punkte | Platz |
| ------------ | --------- | ------------ | ---------- | ----------- | ------- | ---------- | --------- | ----------- | ------ | ----- |
| Grit Šadeiko | Ergebnis  | 13,36 s      | 1,77 m     | 12,05 m     | 24,41 s | 6,22 m     | 47,78 m   | 2:17,32 min | 6213   | 15    |
| Grit Šadeiko | Punkte    | 1071         | 941        | 664         | 942     | 918        | 817       | 860         | 6213   | 15    |